# Eliminatórias da Copa do Mundo FIFA de 2018 - Europa (Grupo D)
O Grupo D das eliminatórias da Europa para a Copa do Mundo FIFA de 2018 foi formado por: País de Gales, Austria, Sérvia, Irlanda, Moldávia e Geórgia.
O vencedor do grupo se qualificou automaticamente para a Copa do Mundo de 2018. Além dos demais oito vencedores de grupos, os oito melhores segundos colocados avançaram para a segunda fase, que será disputada no sistema de play-offs.

## Classificação
| Pos | Equipe        | Pts | J  | V | E | D | GP | GC | SG  | Classificado                              |  | SRB | IRL | WAL | AUT | GEO | MDA |
| --- | ------------- | --- | -- | - | - | - | -- | -- | --- | ----------------------------------------- |  | --- | --- | --- | --- | --- | --- |
| 1   | Sérvia        | 21  | 10 | 6 | 3 | 1 | 20 | 10 | +10 | qualificadas para a Copa do Mundo de 2018 |  | —   | 2–2 | 1–1 | 3–2 | 1–0 | 3–0 |
| 2   | Irlanda       | 19  | 10 | 5 | 4 | 1 | 12 | 6  | +6  | qualificadas para a segunda fase          |  | 0–1 | —   | 0–0 | 1–1 | 1–0 | 2–0 |
| 3   | País de Gales | 17  | 10 | 4 | 5 | 1 | 13 | 6  | +7  | Eliminado                                 |  | 1–1 | 0–1 | —   | 1–0 | 1–1 | 4–0 |
| 4   | Áustria       | 15  | 10 | 4 | 3 | 3 | 14 | 12 | +2  | Eliminado                                 |  | 3–2 | 0–1 | 2–2 | —   | 1–1 | 2–0 |
| 5   | Geórgia       | 5   | 10 | 0 | 5 | 5 | 8  | 14 | −6  | Eliminado                                 |  | 1–3 | 1–1 | 0–1 | 1–2 | —   | 1–1 |
| 6   | Moldávia      | 2   | 10 | 0 | 2 | 8 | 4  | 23 | −19 | Eliminado                                 |  | 0–3 | 1–3 | 0–2 | 0–1 | 2–2 | —   |

## Partidas
O calendário de partidas foi divulgado pela UEFA em 26 de julho de 2015, um dia após o sorteio ser realizado em São Petersburgo na Rússia.

### Primeira rodada
| 5 de setembro de 2016 | Geórgia      | 1 – 2     | Áustria                     | Estádio Boris Paichadze, Tbilisi              |
| 20:00 (UTC+4)         | Ananidze 78' | FIFA UEFA | Hinteregger 16' · Janko 42' | Público: 28 500 Árbitro: BLR Aleksei Kulbakov |

| Geórgia | Áustria |

| 5 de setembro de 2016 | Sérvia                       | 2 – 2     | Irlanda                  | Estádio Estrela Vermelha, Belgrado        |
| 20:45 (UTC+2)         | Kostić 62' · Tadić 69' (pen) | FIFA UEFA | Hendrick 3' · Murphy 81' | Público: 7 896 Árbitro: HUN Viktor Kassai |

| Sérvia | Irlanda |

| 5 de setembro de 2016 | País de Gales                                 | 4 – 0     | Moldávia | Cardiff City Stadium, Cardiff            |
| 19:45 (UTC+1)         | Vokes 38' · Allen 44' · Bale 50', 90+5' (pen) | FIFA UEFA |          | Público: 31 731 Árbitro: ISR Liran Liany |

| País de Gales | Moldávia |

### Segunda rodada
| 6 de outubro de 2016 | Áustria             | 2 – 2     | País de Gales                   | Ernst-Happel-Stadion, Viena               |
| 20:45 (UTC+2)        | Arnautović 28', 48' | FIFA UEFA | Allen 22' · Wimmer 45+1' (g.c.) | Público: 44 200 Árbitro: TUR Cüneyt Çakır |

| Áustria | País de Gales |

| 6 de outubro de 2016 | Moldávia | 0 – 3     | Sérvia                                | Estádio Zimbru, Chișinău                     |
| 21:45 (UTC+3)        |          | FIFA UEFA | Kostić 19' · Ivanović 37' · Tadić 59' | Público: 6 192 Árbitro: BLR Aleksei Kulbakov |

| Moldávia | Sérvia |

| 6 de outubro de 2016 | Irlanda     | 1 – 0     | Geórgia | Aviva Stadium, Dublin                     |
| 19:45 (UTC+1)        | Coleman 56' | FIFA UEFA |         | Público: 39 793 Árbitro: FRA Tony Chapron |

| Irlanda | Geórgia |

### Terceira rodada
| 9 de outubro de 2016 | País de Gales | 1 – 1     | Geórgia         | Cardiff City Stadium, Cardiff                |
| 17:00 (UTC+1)        | Bale 10'      | FIFA UEFA | Okriashvili 57' | Público: 32 652 Árbitro: ITA Paolo Mazzoleni |

| País de Gales | Geórgia |

| 9 de outubro de 2016 | Moldávia      | 1 – 3     | Irlanda                    | Estádio Zimbru, Chișinău                 |
| 21:45 (UTC+3)        | Bugaiov 45+1' | FIFA UEFA | Long 2' · McClean 69', 76' | Público: 6 089 Árbitro: DEN Jakob Kehlet |

| Moldávia | Irlanda |

| 9 de outubro de 2016 | Sérvia                          | 3 – 2     | Áustria                  | Estádio Estrela Vermelha, Belgrado          |
| 20:45 (UTC+2)        | A. Mitrović 6', 23' · Tadić 74' | FIFA UEFA | Sabitzer 16' · Janko 62' | Público: 14 200 Árbitro: SWE Jonas Eriksson |

| Sérvia | Áustria |

### Quarta rodada
| 12 de novembro de 2016 | Áustria | 0 – 1     | Irlanda     | Ernst-Happel-Stadion, Viena                 |
| 18:00 (UTC+1)          |         | FIFA UEFA | McClean 48' | Público: 48 500 Árbitro: RUS Sergei Karasev |

| Áustria | Irlanda |

| 12 de novembro de 2016 | Geórgia         | 1 – 1     | Moldávia   | Estádio Boris Paichadze, Tbilisi            |
| 21:00 (UTC+4)          | Qazaishvili 16' | FIFA UEFA | Gațcan 78' | Público: 40 642 Árbitro: BUL Georgi Kabakov |

| Geórgia | Moldávia |

| 12 de novembro de 2016 | País de Gales | 1 – 1     | Sérvia          | Cardiff City Stadium, Cardiff                         |
| 19:45 (UTC+0)          | Bale 30'      | FIFA UEFA | A. Mitrović 86' | Público: 32 879 Árbitro: ESP Alberto Undiano Mallenco |

| País de Gales | Sérvia |

### Quinta rodada
| 24 de março de 2017 | Geórgia      | 1 – 3     | Sérvia                                            | Estádio Boris Paichadze, Tbilisi          |
| 21:00 (UTC+4)       | Kacharava 6' | FIFA UEFA | Tadić 45' (pen) · A. Mitrović 64' · Gaćinović 86' | Público: 31 328 Árbitro: GER Felix Zwayer |

| Geórgia | Sérvia |

| 24 de março de 2017 | Áustria                     | 2 – 0     | Moldávia | Ernst-Happel-Stadion, Viena             |
| 20:45 (UTC+1)       | Arnautović 75' · Harnik 90' | FIFA UEFA |          | Público: 21 000 Árbitro: HUN István Vad |

| Áustria | Moldávia |

| 24 de março de 2017 | Irlanda | 0 – 0     | País de Gales | Aviva Stadium, Dublin                       |
| 19:45 (UTC+0)       |         | FIFA UEFA |               | Público: 49 989 Árbitro: ITA Nicola Rizzoli |

| Irlanda | País de Gales |

### Sexta rodada
| 11 de junho de 2017 | Moldávia                | 2 – 2     | Geórgia                            | Estádio Zimbru, Chișinău                   |
| 19:00 (UTC+3)       | Gînsari 15' · Dedov 36' | FIFA UEFA | Merebashvili 65' · Qazaishvili 70' | Público: 4 803 Árbitro: SWE Andreas Ekberg |

| Moldávia | Geórgia |

| 11 de junho de 2017 | Irlanda     | 1 – 1     | Áustria         | Aviva Stadium, Dublin                                 |
| 17:00 (UTC+1)       | Walters 85' | FIFA UEFA | Hinteregger 31' | Público: 50 000 Árbitro: ESP David Fernández Borbalán |

| Irlanda | Áustria |

| 11 de junho de 2017 | Sérvia       | 1 – 1     | País de Gales    | Estádio Estrela Vermelha, Belgrado        |
| 20:45 (UTC+2)       | Mitrović 74' | FIFA UEFA | Ramsey 35' (pen) | Público: 46 673 Árbitro: POR Manuel Sousa |

| Sérvia | País de Gales |

### Sétima rodada
| 2 de setembro de 2017 | Geórgia         | 1 – 1     | Irlanda  | Estádio Boris Paichadze, Tbilisi           |
| 20:00 (UTC+4)         | Qazaishvili 34' | FIFA UEFA | Duffy 4' | Público: 19 669 Árbitro: SVK Ivan Kružliak |

| Geórgia | Irlanda |

| 2 de setembro de 2017 | Sérvia                                     | 3 – 0     | Moldávia | Estádio Estrela Vermelha, Belgrado       |
| 18:00 (UTC+2)         | Gaćinović 20' · Kolarov 30' · Mitrović 81' | FIFA UEFA |          | Público: 9 974 Árbitro: HUN Tamás Bognar |

| Sérvia | Moldávia |

| 2 de setembro de 2017 | País de Gales | 1 – 0     | Áustria | Cardiff City Stadium, Cardiff               |
| 19:45 (UTC+1)         | Woodburn 74'  | FIFA UEFA |         | Público: 32 633 Árbitro: ROU Ovidiu Hațegan |

| País de Gales | Áustria |

### Oitava rodada
| 5 de setembro de 2017 | Áustria    | 1 – 1     | Geórgia   | Ernst-Happel-Stadion, Viena                 |
| 20:45 (UTC+2)         | Schaub 43' | FIFA UEFA | Gvilia 8' | Público: 13 400 Árbitro: ISR Orel Grinfeeld |

| Áustria | Geórgia |

| 5 de setembro de 2017 | Moldávia | 0 – 2     | País de Gales                  | Estádio Zimbru, Chișinău                      |
| 21:45 (UTC+3)         |          | FIFA UEFA | Robson-Kanu 80' · Ramsey 90+3' | Público: 10 272 Árbitro: POL Paweł Raczkowski |

| Moldávia | País de Gales |

| 5 de setembro de 2017 | Irlanda | 0 – 1     | Sérvia      | Aviva Stadium, Dublin                     |
| 19:45 (UTC+1)         |         | FIFA UEFA | Kolarov 55' | Público: 50 153 Árbitro: TUR Cüneyt Çakır |

| Irlanda | Sérvia |

### Nona rodada
| 6 de outubro de 2017 | Geórgia | 0 – 1     | País de Gales | Estádio Boris Paichadze, Tbilisi               |
| 20:00 (UTC+4)        |         | FIFA UEFA | Lawrence 49'  | Público: 22 290 Árbitro: ESP Jesús Gil Manzano |

| Geórgia | País de Gales |

| 6 de outubro de 2017 | Áustria                                       | 3 – 2     | Sérvia                      | Ernst-Happel-Stadion, Viena                 |
| 20:45 (UTC+2)        | Burgstaller 25' · Arnautović 76' · Schaub 89' | FIFA UEFA | Milivojević 11' · Matić 83' | Público: 42 400 Árbitro: CZE Pavel Královec |

| Áustria | Sérvia |

| 6 de outubro de 2017 | Irlanda        | 2 – 0     | Moldávia | Aviva Stadium, Dublin                    |
| 19:45 (UTC+1)        | Murphy 2', 19' | FIFA UEFA |          | Público: 50 560 Árbitro: NED Bas Nijhuis |

| Irlanda | Moldávia |

### Décima rodada
| 9 de outubro de 2017 | Moldávia | 0 – 1     | Áustria    | Estádio Zimbru, Chișinău                   |
| 21:45 (UTC+3)        |          | FIFA UEFA | Schaub 69' | Público: 5 542 Árbitro: BEL Bart Vertenten |

| Moldávia | Áustria |

| 9 de outubro de 2017 | Sérvia       | 1 – 0     | Geórgia | Estádio Estrela Vermelha, Belgrado     |
| 20:45 (UTC+2)        | Prijović 74' | FIFA UEFA |         | Público: 42 000 Árbitro: POL Paweł Gil |

| Sérvia | Geórgia |

| 9 de outubro de 2017 | País de Gales | 0 – 1     | Irlanda     | Cardiff City Stadium, Cardiff              |
| 19:45 (UTC+1)        |               | FIFA UEFA | McClean 57' | Público: 32 711 Árbitro: SVN Damir Skomina |

| País de Gales | Irlanda |

## Artilheiros
6 gols (1)
- SRB Aleksandar Mitrović

4 gols (4)
- AUT Marko Arnautović
- IRL James McClean
- SRB Dušan Tadić
- WAL Gareth Bale

3 gols (3)
- AUT Louis Schaub
- GEO Valeri Qazaishvili
- IRL Daryl Murphy

2 gols (7)
- AUT Martin Hinteregger
- AUT Marc Janko
- SRB Mijat Gaćinović
- SRB Aleksandar Kolarov
- SRB Filip Kostić
- WAL Joe Allen
- WAL Aaron Ramsey

1 gol (25)
- AUT Guido Burgstaller
- AUT Martin Harnik
- AUT Marcel Sabitzer
- GEO Jano Ananidze
- GEO Valerian Gvilia
- GEO Nika Kacharava
- GEO Giorgi Merebashvili
- GEO Tornike Okriashvili
- MDA Igor Bugaiov
- MDA Alexandru Dedov
- MDA Alexandru Gațcan
- MDA Radu Gînsari
- IRL Séamus Coleman
- IRL Shane Duffy
- IRL Jeff Hendrick
- IRL Shane Long
- IRL Jonathan Walters
- SRB Branislav Ivanović
- SRB Luka Milivojević
- SRB Aleksandar Prijović
- WAL Tom Lawrence
- WAL Hal Robson-Kanu
- WAL Sam Vokes
- WAL Ben Woodburn

Gol contra (1)
- AUT Kevin Wimmer (para o  País de Gales)